# Købmand
Købmand er betegnelsen for en person som lever af handel, ofte som selvstændig erhvervsdrivende. En købmand producerer således ikke selv varer, men opkøber og videresælger varer, og lever af differencen mellem indkøbspris og salgspris.
Der findes flere forskellige typer af købmænd:
- Købmænd indenfor engroshandlen – også kaldet handelsmænd eller grossister – som typisk opkøber hos producenten og videresælger.
- Købmænd indenfor detailhandlen – som typiske opkøber hos en grossist og videresælger til slutbruger.

Betegnelsen "købmand" bruges oftes indenfor detailhandlen, om en selvstændig erhvervsdrivende i en dagligvarehandel/kolonialhandel
På tysk bruges ordet Kaufmann (købmand) i meget bredere betydning. En speditør er en Speditionskaufmann (eller Kauffrau v./hunkøn), en bankmand er en Bankkaufmann mv.
En urtekræmmer er en person eller forretning der handler med kolonialvarer.